# Nyceryx magna
Nyceryx magna är en fjärilsart som beskrevs av Felder 1874. Nyceryx magna ingår i släktet Nyceryx och familjen svärmare. Inga underarter finns listade i Catalogue of Life.

## Bildgalleri

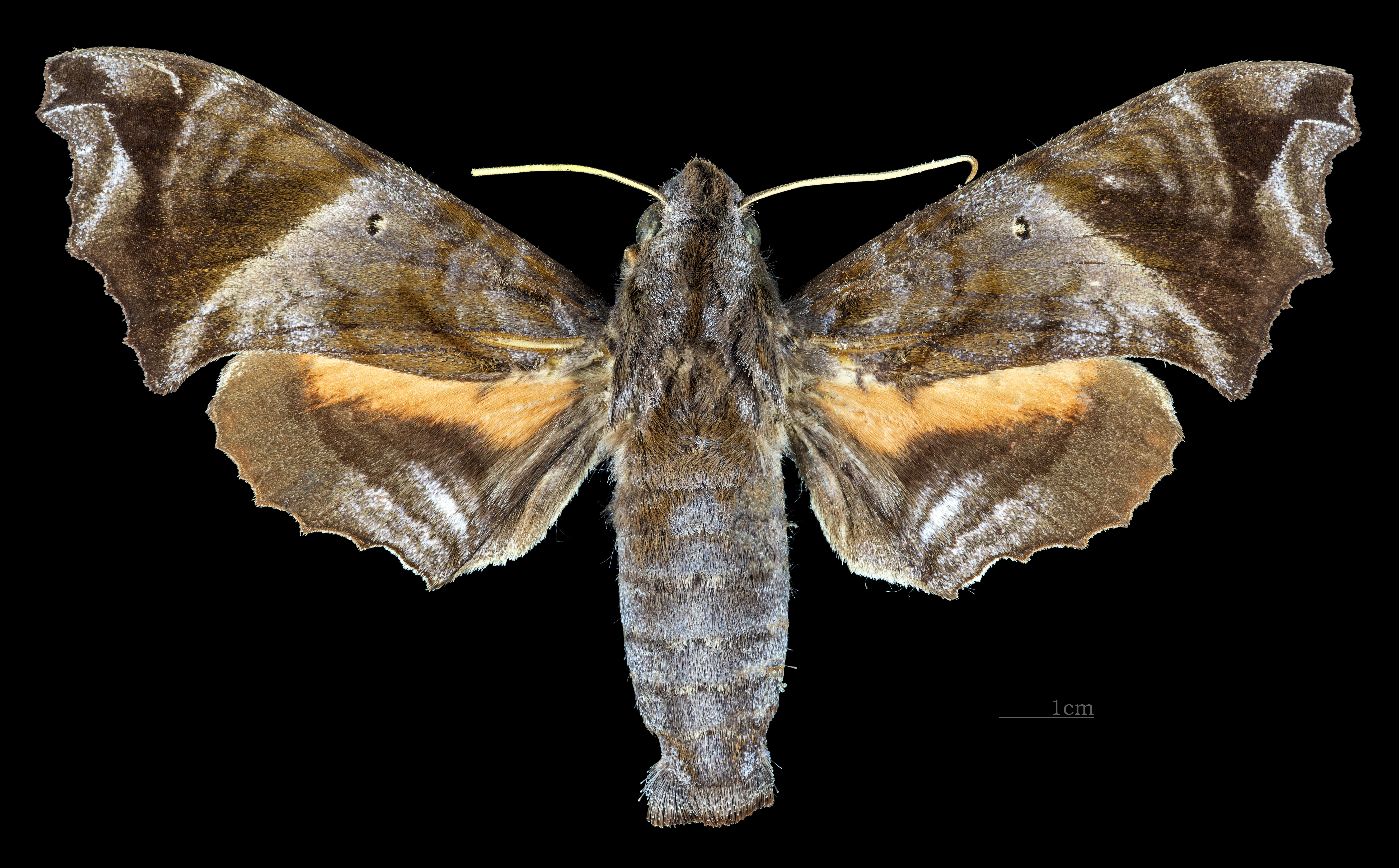
Nyceryx magna  ♀
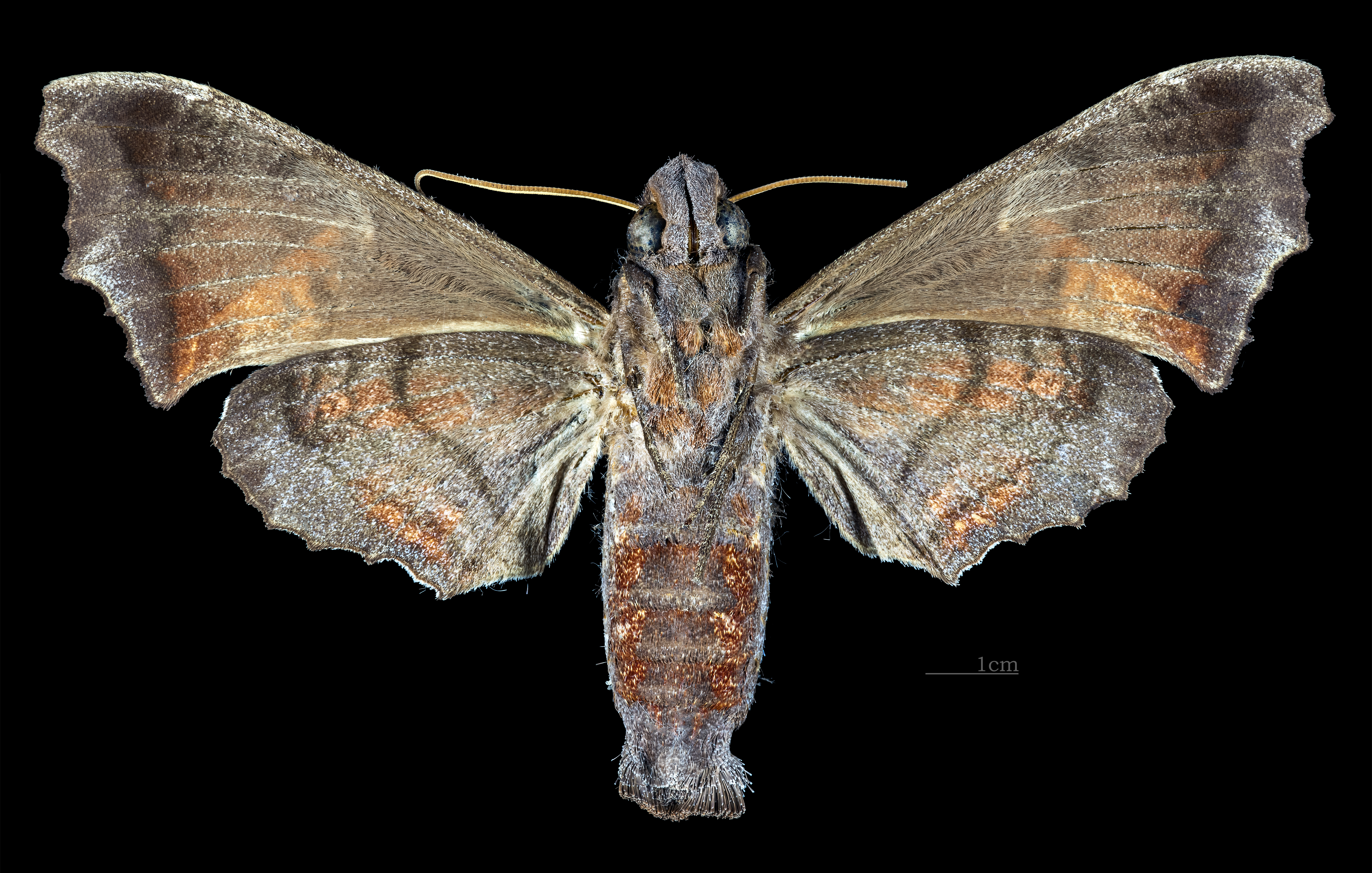
Nyceryx magna  ♀ △